# Epactris melanchaeta
Epactris melanchaeta är en fjärilsart som beskrevs av Edward Meyrick 1905. Epactris melanchaeta ingår i släktet Epactris och familjen äkta malar.
Artens utbredningsområde är Sri Lanka. Inga underarter finns listade i Catalogue of Life.